# Filisteu
Els filisteus (en hebreu: פלשתים felistim, en àrab: فلستيون falistiun) van ser un poble que va envair la costa meridional de Canaan al voltant de l'època de l'arribada de les tribus d'Israel.

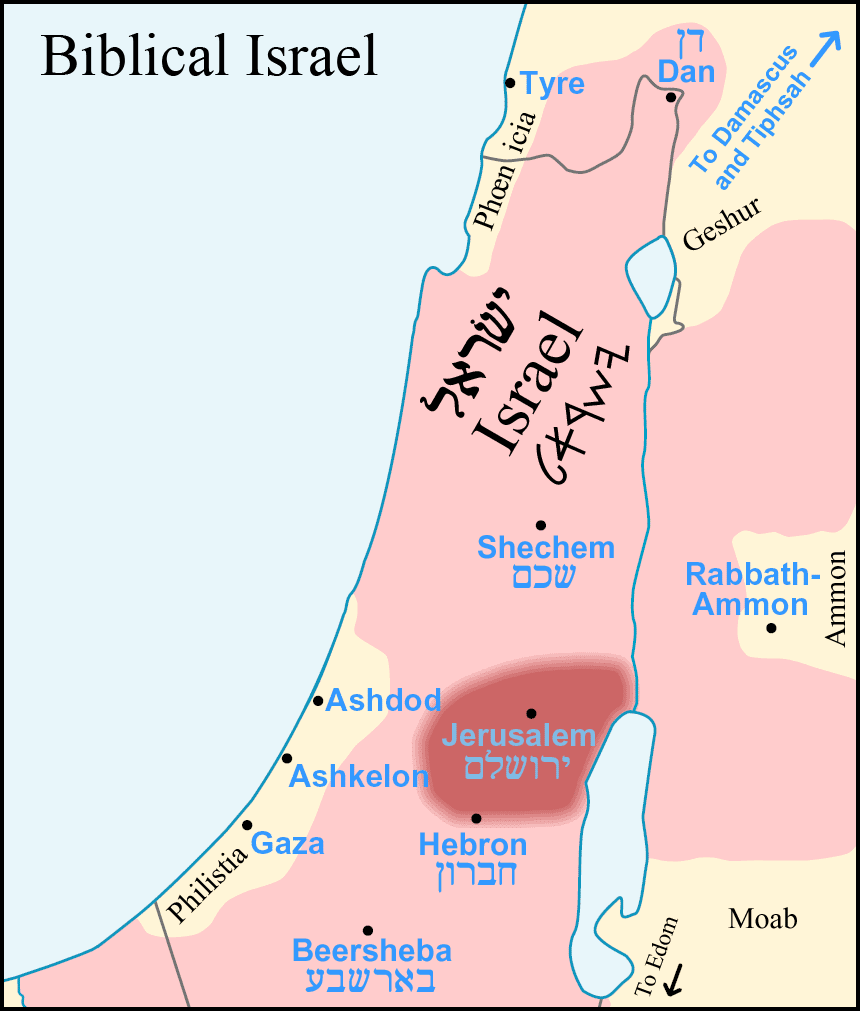
Mapa del territori dels filisteus amb les ciutats de Gaza, Ashdod, i Ashkelon

## Història dels filisteus
El seu origen ha donat lloc a molt debat entre els erudits; l'arqueologia moderna ha suggerit lligams culturals primitius amb la civilització micènica a la Grècia continental. Encara que els filisteus van adoptar la cultura i la llengua canaanita locals abans de deixar qualsevol text escrit, s'ha suggerit un origen indoeuropeu per a un grapat de paraules filistees conegudes. Es considera que van arribar a les terres de l'Orient Mitjà el segle xii aC i se'ls relaciona amb els anomenats Pobles de la mar. Un estudi del seu ADN a partir de cossos trobats en necròpolis filistees mostren un probable origen europeu tot i que també s'observa que es devien barrejar ràpidament amb la població de la zona perquè l'ADN d'origen europeu és molt insignificant en mostres d'ADN d'uns segles més tard.

## Els filisteus a la Bíblia
Segons el Gènesi, els filisteus són descendents de Caftor, fill de Misraim, fill de Cam, fill de Noè.
Van entrar en contacte amb els israelites a l'època dels jutges d'Israel. Al Llibre dels Jutges s'esmenta que els filisteus van sotmetre els israelites fins que es va alçar un líder hebreu anomenat Xamgar i va alliberar les tribus d'Israel. També van enfrontar-se amb Samsó, l'home famós per la seva força que li naixia dels cabells.
En temps del jutge d'Israel Samuel van tornar a guerrejar amb els israelites. Van aconseguir prendre'ls l'Arca de l'Aliança després de vèncer en la batalla d'Afec però una multitud de plagues van assotar-los, per la qual cosa van retornar l'Arca als jueus. Els filisteus foren derrotats pels jueus a la batalla d'Eben-Ezer, però van vèncer posteriorment, i van sotmetre els israelites a un règim de desarmament. A la batalla de Micmash una guarnició de filisteus fou derrotada per Jonatan, el fill del rei Saül, i poc després, va aparèixer en escena el gegant Goliat qui és mort pel futur Rei David en combat singular. Els filisteus van derrotar els israelites a la batalla de Guilboa, on van matar el rei Saül i els seus tres fills Jonatan, Abinadab i Malkishua.
Durant el regnat de Salomó a Israel, els filisteus van ser sotmesos, però van continuar lluitant contra Israel. Finalment Ezequies va derrotar els filisteus empenyent-los fins a Gaza i el seu territori. Els filisteus van ser devastats pel mateix Imperi Neoassiri que va imposar-se a Israel, però el seu territori no va ser completament destruït fins a l'època de l'Imperi Neobabilònic i l'Imperi Persa.